# Enclosure Movement
Als Enclosure Movement (von englisch enclosures „Einhegungen“ und movement „Bewegung“) wird die Auflösung der Allmenderechte in der britischen Landwirtschaft bezeichnet, bei der vorher gemeinschaftlich genutztes Land von privater Seite eingefriedet und intensiver genutzt wurde. Die Enclosure-Bewegung trieb die Kommerzialisierung der britischen Landwirtschaft voran. Auf ehemals gemeinschaftlich genutzten Land- und Forstflächen entstanden ertragsintensive Agrarbetriebe, insbesondere im Bereich der Viehzucht, ohne die die wachsende Bevölkerung nur durch Importe hätte ernährt werden können, da der Export britischer Waren als Teil der merkantilistischen Staatsraison zuweilen für Engpässe in der Verpflegung der britischen Bevölkerung sorgte.
Historisch sind erste Ansätze bereits zwischen 1450 und 1630 zu finden. Sie waren in England von einem erheblichen Wirtschaftswachstum und vergrößerten sozialen Gegensätzen geprägt. Der Englische Bürgerkrieg Mitte des 17. Jahrhunderts beschleunigte die Einhegungen erheblich. Im Parlament nahmen die großen Landbesitzer, die Gentry, gegenüber dem König eine zunehmend gestärkte Position ein, was in der Abschaffung der Star Chamber 1641 kulminierte. Damit waren auch die Rechte der Commoners deutlich geschwächt worden. Um 1650 veränderte sich auch die Landnutzung, da die Wollpreise nicht weiter stiegen. Es kam zur Anwendung von neuen Agrartechniken und der Entwicklung der Großfarmen, eine frühe Landwirtschaftliche Revolution setzte ein. Der Höhepunkt der enclosures lag zwischen 1760 und 1832, danach waren in Großbritannien die mittelalterlichen Strukturen so gut wie verschwunden.
Diese Entwicklung führte zur Verarmung eines Teils der Kleinbauern, die sich den Erwerb des Geländes nicht leisten konnten und so auf die bisher allen zur Verfügung stehenden Nutzflächen verzichten mussten. Teilweise, auch in Zusammenhang mit den Einhegungen in Wales und Schottland (siehe Highland Clearances), wurde auch von einer „inneren Kolonisation“ gesprochen, ganze Dorfgemeinschaften waren nach Australien und Nordamerika zwangsdeportiert oder zur Emigration gezwungen worden. Eine ähnliche Tendenz insbesondere in Norddeutschland und Preußen, das Bauernlegen, kam historisch später zustande und wurde durch die königliche Gesetzgebung (siehe Erbuntertänigkeit) teilweise konterkariert.
Der Aufbau von brandenburgischen Kolonien in Übersee kam über kleinere Ansätze in Westafrika nicht hinaus, es wurde angesichts wachsender Bevölkerung mehr der Ansatz eines Landesausbaus und einer sogenannten Peuplierung im Inneren verfolgt.
Im kleinstaatlich geprägten Süddeutschland kam die Entwicklung durch die Realteilung, die vielerorts ärmeren Böden und geringe Erschließung im Bereich der Mittelgebirge und des Buntsandsteins nochmals deutlich langsamer zum Tragen. Im 19. Jahrhundert kam es hier auch zu einer verstärkten Auswanderung nach dem Misslingen der Demokratiebewegung 1848. Eine Neuordnung der Feldflur zu wirtschaftlich effizienter zu bewirtschaftenden Feldgrößen kam erst im 20. Jahrhundert durch die Flurbereinigung zustande.

## Politische Folgerungen
Nach Susan J. B. Cox seien die enclosures vor allem eine Folge der Übernutzung der gemeinsamen Flächen durch Großbauern und Feudalherren gewesen. Cox nimmt dabei die klassische linke Kritik auf, die bereits 1882 von Friedrich Engels geäußert wurde und bei Karl Marx unter Ursprüngliche Akkumulation bzw. „Expropriation des Landvolks von Grund und Boden“ thematisiert wurde. Die parallel laufende Modernisierung, erhebliche Produktionsausweitung und weitere Befreiung von der „Idiotie des Landlebens“ wurde bei dieser Kritik nicht in Frage gestellt. Engels forderte die Kleinbauern auf, sich der Sozialdemokratie anzuschließen.
Das Problem der Übernutzung von gemeinsam bewirtschafteten Flächen wird in den Sozialwissenschaften mit dem Modell Tragik der Allmende erklärt. Joachim Radkau zufolge fanden sich Vorläufer der Modellvorstellung in der Literatur der frühen Agrarreformer. Seit dem 18. Jahrhundert „klapperten die dürren Kühe der Allmende“ durch eine Vielzahl von Schriften. Dabei wurde ein angebliches Allmendeproblem exemplarisch für die Abschaffung von hergebrachten Formen des Gemeineigentums zugunsten von kapitalintensiven Einzelbetrieben verwendet. Joachim Radkau sieht die wahre Tragik der Allmende durch eine generelle Übernutzung der Gemeinflächen auch durch die traditionellen Bauern im Sinne einer selbsterfüllenden Prophezeiung gegeben.
Die Professionalisierung der Landwirtschaft im 19. und 20. Jahrhundert ermöglichte die insbesondere in Süddeutschland und den Alpenländern viel länger als in Großbritannien überdauernde Allmendewirtschaft auf eine neue Grundlage zu stellen. Sie wird heute wieder als Modell für Gemeinwirtschaft auch in und für Entwicklungsländer diskutiert. Dabei wird statt einer strikten, modellhaften Unterscheidung zwischen privatem und staatlichem Eigentum, Allmende und gänzlich freier Verfügbarkeit zunehmend ein Co-Management zwischen den unterschiedlichen Nutzungs- und Eigentumsformen und den jeweils handelnden Personen empfohlen, wie das bei den britischen Commons ebenfalls der Fall war.